# Fumi-e

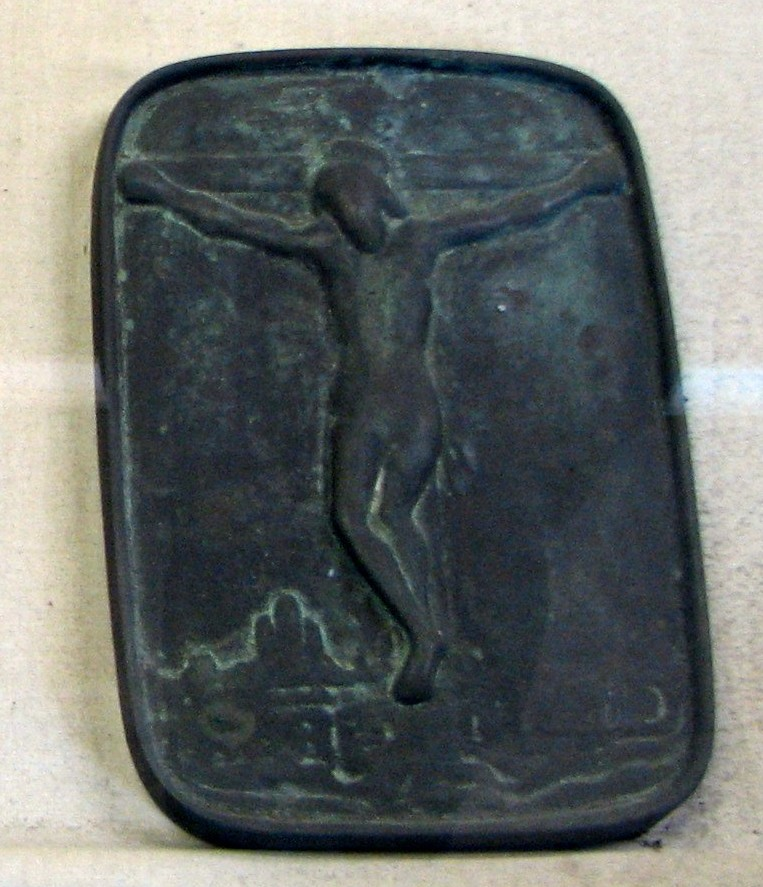
Imagem de Cristo usada para revelar Católicos praticantes e simpatizantes

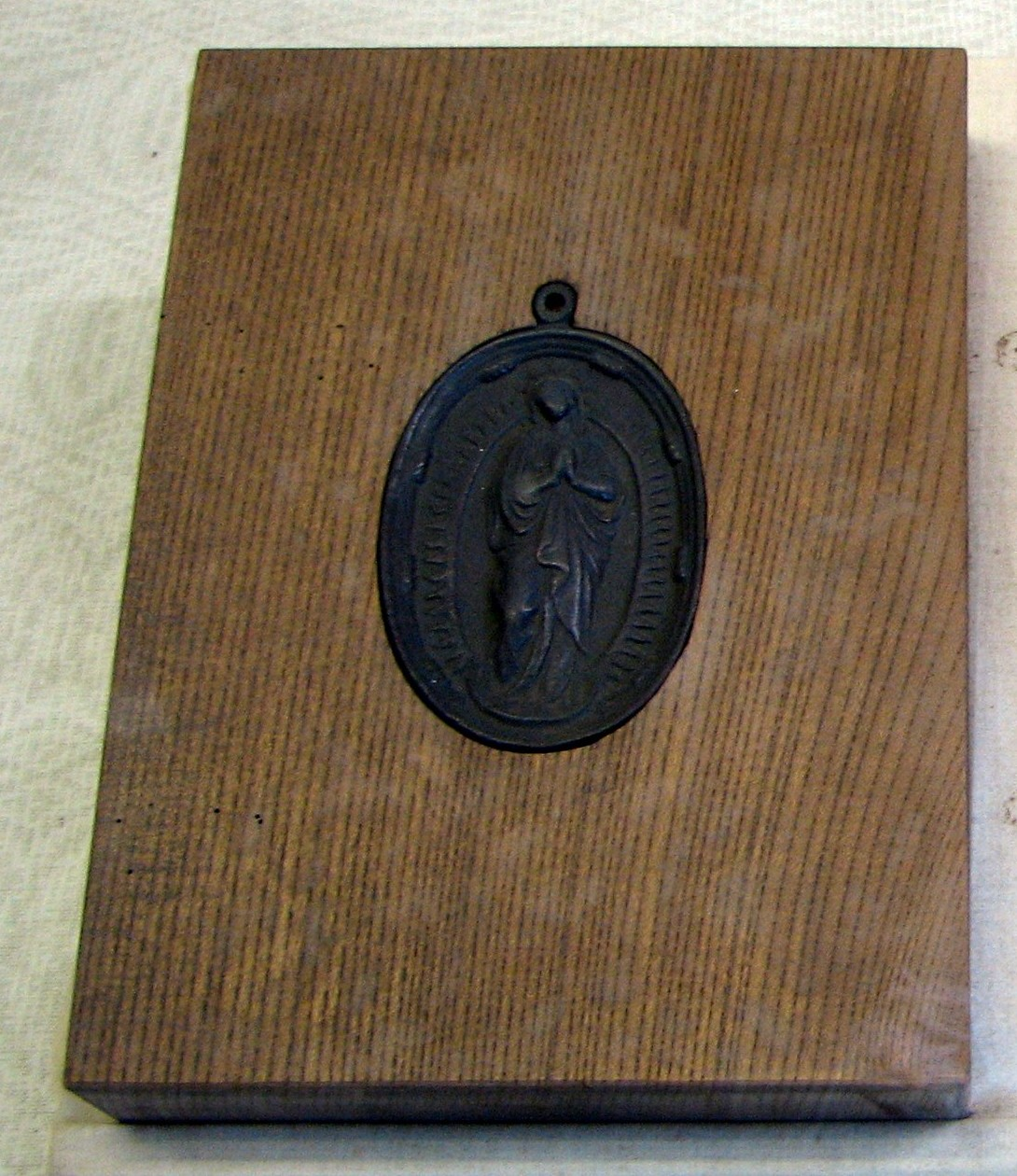
Imagem da Virgem Maria usada para revelar Católicos praticantes e simpatizantes

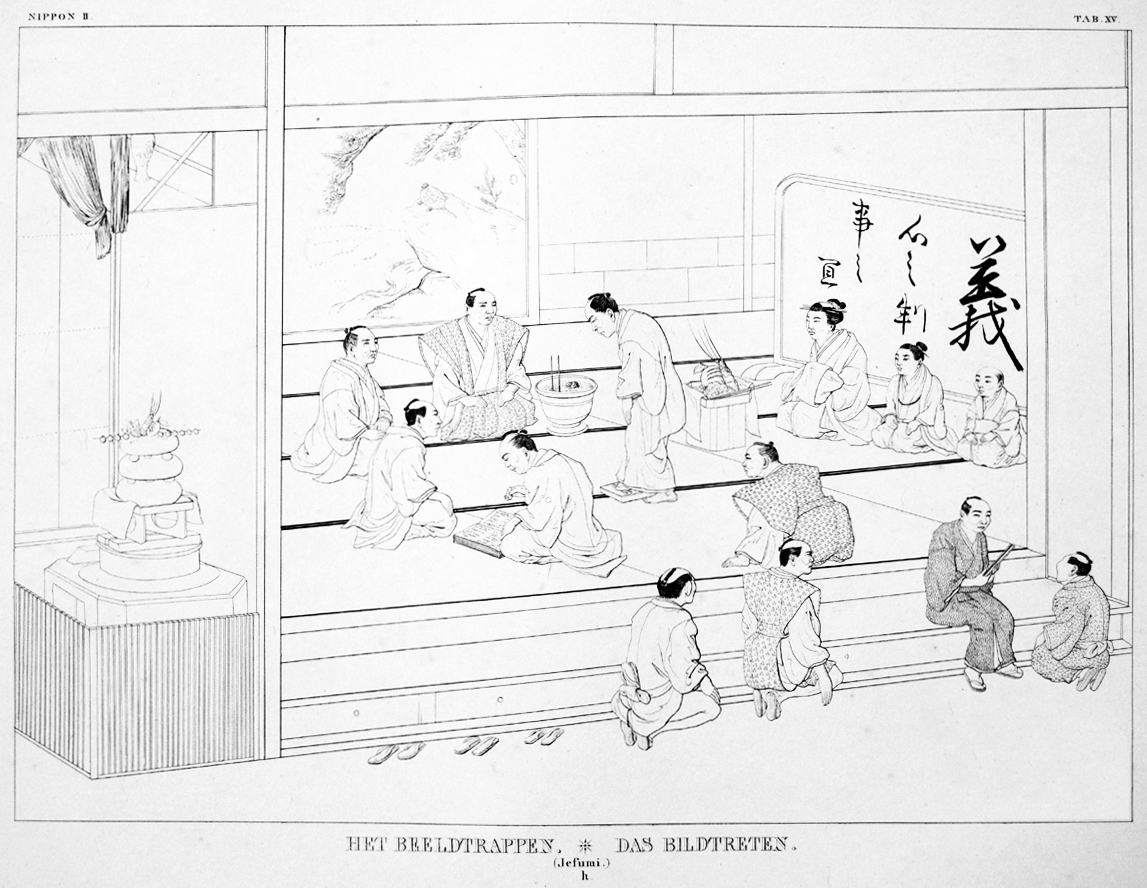
Uma imagem cristã é pisada diante dos oficiais do governo em Nagasaki. Ilustração feita pelo médico alemão Philipp Franz von Siebold, que trabalhou entre 1823 e 1829 no posto comercial holandês em Dejima.

Fumi-e (踏み絵, fumi "pisando em + e "imagem") era um processo que as autoridades do Xogunato Tokugawa do Japão usavam para identificar cristãos (Kirishitan). Como o Cristianismo era ilegal, o acusado de ser cristão deveria pisar em uma imagem de Jesus ou Maria para provar que não seguiam tais crenças.

## História
O uso do fumi-e começou com a perseguição aos cristãos em Nagasaki em 1629. A prática foi abandonada oficialmente após a abertura dos portos aos estrangeiros em 13 de abril de 1856, mas em certas regiões seu uso permaneceu até que o ensino cristão foi colocado sob proteção formal durante o Período Meiji. As imagens sacras eram conhecidas como e-ita ou ita-e.
O governo Japonês usava o fumi-e para revelar católicos praticantes e simpatizantes. Os suspeitos eram obrigados a pisarem nas imagens, que representavam Cristo ou Maria. As pessoas que relutavam pisar eram identificados como católicos e enviados à Nagasaki. A ideia inicial do governo era fazer com que os acusados mudassem de fé; entretanto, se recusassem a mudar de religião, eram torturados. Como muitos, mesmo sob tortura, se recusavam a abandonar a fé Cristã, eram executados pelo governo. Às vezes, as execuções aconteciam no Monte Unzen em Nagasaki, onde os cristãos eram queimados nas fontes termais.
As penas de morte para adeptos do Cristianismo foram abandonadas não-oficialmente pelo Xogunato Tokugawa em 1805.
A Europa do século XVIII conhecia o fumi-e através de menções de escritores de ficção em suas obras, como fez Jonathan Swift em As Viagens de Gulliver (1726), Oliver Goldsmith em The Citizen of the World (1760), e Voltaire em Cândido (1759). Na literatura moderna Japonesa, o processo do fumi-e é um elemento crucial no livro Silêncio, de Shusaku Endo.
Muitos teólogos tentaram contemplar o papel do fumi-e para os cristãos Japoneses, alguns vendo o ato como um sinal de amor e perdão de Jesus Cristo.

## Forma
As imagens eram geralmente feitas de pedra, mas algumas eram pinturas e outras impressões em blocos de madeira. Muitos, senão todos, desses trabalhos eram feitos com cuidado, e refletiam o alto padrão artístico do Período Edo. Pouquíssimas imagens sobraram, já que a maioria era simplesmente jogada fora ou reciclada para outros usos. Alguns exemplos sobreviventes foram exibidos no Smithsonian em 2007 na exibição "Encompassing the Globe: Portugal and the World in the 16th and 17th Centuries."